# 譚國明
譚國明（英語：Tam Kwok-Ming Stanley）Dip(Dean's Honor Roll) HKAPA, BFA(Hons) HKAPA, MA CUHK HKSE, CASH.，香港剪接師，曾獲香港電影金像獎最佳剪接提名，曾任香港電影剪輯師協會 (HKSE) 會長。曾任香港公開大學人文社會科學院講師。

## 簡歷
2018年，譚國明曾經為電影專業培訓中心任客席講師。同年憑《逆向誘拐》與拍擋雪蓮（Mary Stephen）獲得第38屆香港電影金像獎最佳剪接提名（兩人亦曾於《點對點》合作）。

## 作品
- 2001《哥哥》
- 2004《蝴蝶》
- 2005《追蹤眼前人》
- 2005《再說一次我愛你》
- 2007《出埃及記》
- 2008《七月好風》(2008)
- 2012《浮城大亨》
- 2018《逆向誘拐》
- 2004 麥婉欣《蝴蝶》
- 2010 鄭思傑與麥婉欣《東風破》
- 2012 嚴浩《浮城》
- 2013 王坪《止殺令》
- 2014  黃浩然《點對點》
- 2016《無間道》（網絡電視劇）第1至3季
- 2018《逆向誘拐》

## 資歷及公職
- 香港電影剪輯師協會 (HKSE) 會長 (2018-2020)
- 香港電影剪輯師協會 (HKSE) 副會長 (2016-2018)
- 香港電影工作者總會 執委 (2017-2019)
- 香港作曲家及作詞家協會 (CASH) 會員

## 外部連結
- 譚國明在香港影庫上的簡介